# جاده ئی۱۹ اروپا
جاده ئی۱۹ اروپا (به انگلیسی: European route E19) یکی از جاده‌های اصلی قاره اروپا است.
این جاده که از شهر آمستردام (هلند) شروع شده در شهر پاریس (فرانسه) به پایان میرسد و مسافت آن ۵۵۱ کیلومتر است.